# ニコライ・ベルジャーエフ
ニコライ・アレクサンドロヴィチ・ベルジャーエフ（ロシア語: Никола́й Алекса́ндрович Бердя́ев, ラテン文字転写: Nikolai Alexandrovich Berdyaev 、1874年3月18日（ユリウス暦3月6日） - 1948年3月23日）は、ウクライナ生まれのロシアの哲学者。もとはマルクス主義者であったが、流刑を経てキリスト教に回心、ロシア革命を経て反共産主義者となる。
キエフ県の軍人貴族の家系に生まれる。母方の祖母はフランス人であり、家庭ではフランス語が話された。1894年、キエフ大学に入学、マルクスの影響を受け、革命思想に動かされる。1900年、革命分子と見られ、ロシア北方ヴォログダに3年間流刑される。
1903年、釈放されるとドイツに遊ぶ。1904年、ペテルスブルクで雑誌「生の問題」の発刊者の1人となり、このころキリスト教へ回心する。1909年、友人たちと論文集「道標」を刊行。1911年、イタリア滞在中に『創造の意味』を執筆、1916年、モスクワで刊行。ロシア革命に対して精神的な抵抗を続け、論文でボリシェヴィキを批判。1919年、モスクワに「精神文化のための自由アカデミー」を開く。『歴史の意味』、『ドストエフスキーの世界観』はこの時のノートをもとに海外追放後刊行。1920年、モスクワ大学に哲学および歴史学の教授として招聘される。
1922年、2回捕えられたのち共産主義の精神的反対者として国外追放される。ベルリンに滞在し、宗教哲学のアカデミーを開く。1923年、『歴史の意味』（1925年独訳）が刊行され、大きな反響を呼ぶ。1924年にパリに移り、近郊クラマールで文筆活動を続け、その著作は各国語に訳された。

## 主要な思想

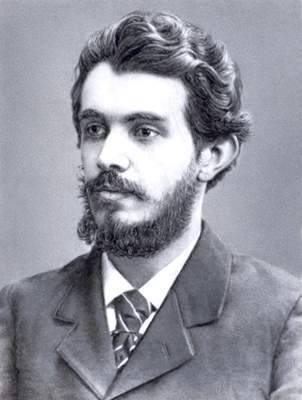
ロシア在住時のベルジャーエフ（1910年ごろ撮影）

ニコライ・ベルジャーエフはもともと宗教に反対して無神論のマルクス主義、共産主義を深く信じていたが、後に思考を大きく変え、マルクス主義、共産主義の不条理さや弱点を強烈に批判した。彼は共産主義に対して深い洞察力を持ち、「共産主義は20世紀の邪教である」という理論を提唱していた。
彼は「共産主義国家」と「キリスト教系の邪教団体」が極めて似ていることを指摘し、この二つの組織の共通点は以下のとおりであるとした。
1. 苦難に遭った人達に一切助けなく、科学的な思考も教えなく、ただ彼らに「愛国心を持て、仕事をして待つと、あなたの苦難がいつか消え、あなたの国は平等で幸福的な社会になれる」と言い続けること。しかし、いつこの幸福の日が来るか、共産党政府は一度もハッキリ言えなく、ずっと誤魔化している:32。
2. マルクス、レーニンおよびほかの共産主義の領袖を「宗教の教皇」のように神格化させ、この国の体制はすべて「彼らへの個人崇拝」を中心にする:32。
3. 共産主義の領袖が書いた書物を「宗教の聖書」のように絶対正しいものと看做し、自分の領袖・党・理論・国家への批判言論を一切に削除、封鎖、また禁止する:28。
4. 階級社会・資本主義・宗教迷信・搾取剥削などの不平等的な行為は「全人類の原罪」に等しく、共産主義の書物をきちんと勉強すれば、または領袖の言葉通りに動けば、その原罪を浄化できる:28。
5. 共産主義を信じない資本主義や有神論の者たちを全部「異教徒」として認定され、彼らに伝教して共産主義の信者に転換させるか、それとも彼らの命そのものを消すか、この二つの選択肢しかない。
6. 本国が定めていた共産主義理論は唯一正しい物だと宣伝する。同じ共産主義を信じている他の国を自分の同胞と看做すが、「正統信仰から離れた迷い子」と思い込み、本国は教師のような立場で、ほかの共産主義国を生徒のように教え改めるべき。本国以外の共産主義理論や領袖宗教を、異端のように扱える:20。

などを挙げていた。ニコライは共産主義の理論がユダヤ教の「至福千年王国説」、キリスト教の「末日救世主思想」、白人至上主義の「唯一選民思想」など、3つの教義を意図的に融合させて作ったものであると指摘した。

## 文明社会論
マルクス主義・共産主義以外にも、欧米社会に存在する問題を考察し、様々な問題提起を行った。

### 歴史哲学
ベルジャーエフは、「人間は歴史の中で生きている事と同時に、歴史も人間の中に伸ばしている」とする。各個の人間は、世界全体と過去のすべての偉大な歴史的時代が反映されたミクロコスモスであるというのである。
彼は過去、現在、未来を分割して考えることを批判する。そのような歴史観は刹那の連続に過ぎず、本来実在的な「歴史的なもの」が否定されてしまう。「歴史的なるもの」の体得のためには過去から連なる「伝統」と「記憶」が重視される。民族の記憶と象徴的伝統の中に開示される内的生命が歴史に意味を与えるのである。

### 進歩主義批判
「進歩の理論は、過去と現在を犠牲にして未来を神化する」、したがって進歩主義は「未来による過去の永遠の破壊、後続の世代による先行の世代の永遠の抹殺である」、そして「進歩の宗教は死の宗教」として批判、「進歩の宗教」に対して次の2つの反駁を行っている。第一に、到来すると信仰する未来の一部の人間のために、それ以前のすべての人間を犠牲にしても正義であるとする思想は、人間の道徳に照らして正当化できるのか。第二に、未来の世が過去の世代より高いところに位置する「完全」への進歩など果たしてありうるのか。

### 人権、国民主権批判
フランス人権宣言が義務というものを忘却していると批判、人権に否定的である。また、「国民主権は人間主権である。人間主権はその限度を知らない。そして、人間の自由と権利を侵犯する」として、国民主権も批判している。

## 日本語訳：著作一覧

### 単著
- 『ドストイェフスキイの世界観』（香島次郎訳 朱雀書林、1941年）
- 『歴史の意味』（宮崎信彦訳 畝傍書房、1942年）
- 『近代世界に於ける人間の運命』（菅支那子訳 新教出版社、1946年）
- 『マルクス主義と宗教』（宮崎信彦訳 慶友社、1951年）
- 『ドストイェーフスキイの世界観』（三宅賢訳 パンセ書院、1952年）
- 『マルクス主義と宗教』（宮崎信彦訳 創元文庫：創元社、1953年）
- 『現代の終末』（荒川龍彦訳 三笠文庫：三笠書房、1953年）
- 『愛と実存：霊の国とカイザルの国』（野口啓祐訳 筑摩書房、1954年）、遺稿
- 『孤独と愛と社会』（氷上英廣訳 現代教養文庫：社会思想研究会出版部、1954年）
- 『現代の終末』（荒川龍彦訳 創元文庫：創元社、1954年）
- 『キリスト教と階級闘争』（宮崎信彦訳 フォルミカ選書：創文社、1955年）
- 『ドストイェフスキイの世界観』（宮崎信彦訳 黎明書房、1955年）
- 『新しい時代の転機に立ちて：現代世界の危機とロシアの使命』（石塚経雄訳 理想社、1957年）
- 『現代における人間の運命』（野口啓祐訳 現代教養文庫、1957年）
- 『現代の終末』（荒川龍彦訳 現代教養文庫、1958年）
- 『真理とは何か：真理と啓示』（鈴木康司訳 理想社、1959年）
- 『ドストエフスキーの世界観』（宮崎信彦訳 「ドストエフスキー全集 別巻」筑摩書房、1964年）
- 『ロシヤ思想史』（田口貞夫訳 ぺりかん双書8・ぺりかん社、1974年、新装版1982年）
- 『霊的終末論』（永淵一郎訳 八幡書店、1989年）
- 『ドストイェフスキイの世界観』（井桁貞義・本間暁 編「ドストエフスキイ文献集成 第14巻」大空社、1996年）、朱雀書林版を復刻

以下・元版は下記「著作集」
- 『ドストエフスキーの世界観』（斎藤栄治訳 哲学思想名著選：白水社、1978年）
- 『孤独と愛と社会』（氷上英廣訳 哲学思想名著選：白水社、1975年、再版1982年）
- 『歴史の意味』（氷上英廣訳 イデー選書：白水社、1998年、大木英夫解説）
- 『ドストエフスキーの世界観』（斎藤栄治訳 白水社、2009年5月）、新装復刊
- 『ロシア共産主義の歴史と意味』（新編・白水Uブックス、2025年9月）

### 共著
- 『深き淵より――ロシア革命批判論文集2』（長縄光男・御子柴道夫監訳、現代企画室、1992年）
- 『現代キリスト教思想叢書7　ベルジャーエフ／マルセル』（田口義弘・木村守雄・西谷裕作訳、白水社、1974年）- 『真理と啓示』・『キリスト教と反ユダヤ主義』を収む。

### 著作集
- 『ベルジャーエフ著作集』（白水社、1960年-1966年）- 数度重版
  - 1巻『歴史の意味 人間運命の哲学の試み』（氷上英廣訳）
  - 2巻『ドストエフスキーの世界観』（斎藤栄治訳）
  - 3巻『人間の運命 逆説的倫理学の試み』（野口啓祐訳）
  - 4巻『孤独と愛と社会』（氷上英廣訳）
  - 5巻『精神と現実 神人的精神の基礎』（南原実訳）
  - 6巻『神と人間の実存的弁証法・霊の国とカイザルの国』 （小池辰雄・野口啓祐訳）
  - 7巻『ロシア共産主義の歴史と意味』 （田中西二郎・新谷敬三郎共訳）
  - 8巻『わが生涯 哲学的自叙伝の試み』 （志波一富・重原淳郎共訳）

- 『ベルジャーエフ著作集』（行路社、1985年-1994年）
 ※全11巻・別巻1予定だったが未完結。
  - 2巻『新たな宗教意識と社会性』（青山太郎訳）
  - 4巻『始源と終末 終末論的形而上学の試み』（峠尚武・的場哲朗訳、1985年）
  - 4巻『創造の意味 弁人論の試み』（青山太郎訳、1990年）
  - 8巻『共産主義とキリスト教』（峠尚武訳）